# Хужири
Хужири (рос. Хужиры) — улус Тункинського району, Бурятії Росії. Входить до складу Сільського поселення Хужири.
Населення — 951 особа (2015 рік).